# Nikki (cómic)
Nicholette "Nikki" Gold es un personaje ficticio que aparece en los cómics estadounidenses publicados por Marvel Comics. Nikki apareció por primera vez en Marvel Presents # 4 (abril de 1976) y fue creada por Steve Gerber y Mary Skrenes. 
El personaje generalmente se representa como una mujer en la línea de tiempo de la Tierra-691 del ficticio Universo Marvel, genéticamente diseñada para vivir en el planeta Mercurio. Como tal, tiene una capacidad sobrehumana para resistir el calor y la radiación ultravioleta, y puede ver claramente con luz muy brillante. Ella es calva, aunque expulsa el calor corporal a través de su cabeza en una llama de baja temperatura que se asemeja a la forma del cabello. Fue la sexta miembro de los Guardianes de la Galaxia y se destaca por su habilidad acrobática y de disparos precisos.

## Historia de la publicación
Los mercurianos se vieron por primera vez en The Defenders vol #1, #26, agosto de 1975. Nikki apareció por primera vez en Marvel Presents #4 (abril de 1976). El escritor Steve Gerber recordó: "Quería [agregar] una niña, una Mercurian, porque no había ninguna en el grupo. La concepción fue, creo, mitad mía y mitad de Mary Skrenes." Se la mencionó por primera vez en FOOM #12. En el momento en que Gerber dejó de escribir Marvel Presents, Nikki todavía no tenía poderes claramente definidos, dejando a su sucesor, Roger Stern para llenar ese aspecto del personaje. Stern reflexionó: "Nikki era la pizarra más blanca. Vi su 'poder' como la capacidad de adaptarse a prácticamente cualquier entorno. De lo contrario, ¿cómo alguien que había nacido en el planeta Mercurio podría pararse, y mucho menos dar saltos mortales, bajo gravedad estándar de la Tierra?".

## Historia del personaje
Nicholette "Nikki" Gold nació en el planeta Mercurio en el siglo XXXI. Fue rescatada de una nave espacial abandonada por los Guardianes de la Galaxia. Se unió a los Guardianes, en busca de emoción y aventura después de años de soledad a bordo de la nave espacial abandonada. Más tarde se unió a Vance Astro en una unión metafísica en un exitoso intento de utilizar la fuerza del amor humano para destruir al Hombre topográfico. La naturaleza sexual de esta unión avergonzó a Vance, pero no a Nikki.
Nikki viajó hasta el presente con los otros Guardianes, y ayudó a los Vengadores en la batalla contra Korvac. Ella viajó al presente una vez más, y luchó contra Hammer y Anvil al lado de Spider-Man.
Junto a los Guardianes, Nikki fue en una búsqueda para encontrar el escudo perdido del Capitán América, y luchó contra Taserface. Ella peleó contra los Stark junto a los otros Guardianes. Ella se encontró con el Señor del Fuego. Ella luchó contra el super-equipo humanoide conocido como la Fuerza junto a los Guardianes.
Durante su tiempo en el equipo, Nikki tuvo una relación romántica con Charlie-27, a pesar de que más tarde se separaron. Ella se sintió atraída por los reclutas Señor del Fuego y Talon aunque ambos simplemente deseaban seguir siendo amigos.

## Poderes y habilidades
Nikki es miembro de una rama de ingeniería genética de la humanidad, cuyos rasgos fueron diseñados para sobrevivir en las duras condiciones del planeta Mercurio. Como tal, ella tiene la capacidad de ver en luz intensa, y tiene un alto grado de resistencia al calor y la mayoría de los tipos de radiación. A medida que ha madurado, Nikki ha demostrado su capacidad para aumentar la intensidad de las llamas que irradian de su cuero cabelludo, hasta el punto de ser capaz de proyectar brevemente las llamas hacia el exterior como una táctica ofensiva, que demostró con esta capacidad de quemar el cabello de su cuero cabelludo y sus cejas de Charlie-27, quemar a los oponentes como el malvado mutante Blockade, y también puede establecer un muro de fuego para repeler los atacantes. Otro efecto secundario de la fisiología de Mercurio es una temperatura en su cuerpo de varios cientos de grados; por un tiempo, Nikki tomó la natación para reducir temporalmente la temperatura de su cuerpo para Charlie-27 por su seguridad mientras se encontraban en una relación romántica.
Nikki ha logrado una gran competencia en el combate cuerpo a cuerpo y competencia en gimnasia y tiros precisos. Ella es autodidacta a partir de cintas de memoria.
Nikki a menudo está armada con una pistola paralizante de frecuencia neurónica, una pistola láser y varias armas tipo pistola, según sea necesario.

## En otros medios

### Videojuegos
- Nikki aparece como un personaje jugable en Lego Marvel Super Heroes 2 como parte del paquete DLC Classic Guardians of the Galaxy.[15]
- Una Nikki reinventada aparece en Marvel's Guardians of the Galaxy como la hija de una Capitana Kree llamada Ko-Rel y se insinúa que es la hija de Peter Quill.[16]